# Gemma de Saintonge
Gemma de Saintonge, sainte Gemme ou sainte Gemmes est une vierge légendaire d'origine portugaise, martyre en Aquitaine.
De nombreuses communes françaises sont dédiées à cette sainte.

## Légende
Le recueil sur la vie des Saints, de monseigneur Guérin, Les Petits Bollandistes, lui attribue une origine portugaise et la fait vivre durant le Ier siècle de l'ère chrétienne. Elle serait la fille de Catilius, préfet païen de Galice et de Lusitanie. Celui-ci lui aurait destiné comme époux un jeune seigneur du pays, Régulus. Comme la jeune fille se serait refusée à cette union, son père l'aurait fait enfermer et torturer. Il aurait tenté de la brûler mais son corps aurait résisté aux flammes. Il l'aurait ensuite fait décapiter le 15 août 109. Ses restes auraient été transportés en Aquitaine par ses deux sœurs Livrade et Quitterie.
Mais le même ouvrage présente aussi une autre version : elle serait la fille de Catilius, roi de Galice, et de Callia et aurait eu pour sœurs Livrade et Quitterie. Elle aurait vécu au IVe siècle. Elle aurait reçu, à l'insu de ses parents païens, un enseignement chrétien. Sommée de renier sa foi, elle se serait enfuie avec ses deux sœurs pour prêcher en Aquitaine. Catilius les auraient dénoncées au gouverneur de l'Aquitaine qui les auraient fait arrêter, torturer et les aurait fait décapiter.
Mais on connait aussi d'autres origines, Pierre Damien Rainguet dans Biographie saintongeoise signale l'existence d'une sainte Gemme, veuve et martyre dont la vie est racontée dans le Martyrologe universel de Claude Chastelain (1709) et dans l’Histoire des principaux saints de l'abbé Guillois. Les martyrologes d'Espagne et de Portugal la font naître dans une famille d'Occident riche mais païenne et la font mourir en 138 à Orense.

## Postérité
Plusieurs communes en France portent son nom et de nombreuses églises lui sont dédiées. Certaines d'entre elles en possèdent des reliques. C'est le cas par exemple de l'église de Sainte-Gemme en Saintonge qui aurait reçu les reliques translatées du pays d'Auvergne, ainsi que de l'église de Sainte-Gemme dans la Marne.
La fête de Sainte-Gemme est célébrée selon les régions, le 15 août, le 16 août ou le 20 juin. 